# El Sant Crist de Tornafort
El Sant Crist de Tornafort és la capella del cementiri del poble de Tornafort, pertanyent al terme municipal de Soriguera, a la comarca del Pallars Sobirà. Formava part del seu terme primigeni.
Està situada en el cementiri de Tornafort.